# Portugal op het Eurovisiesongfestival 2015

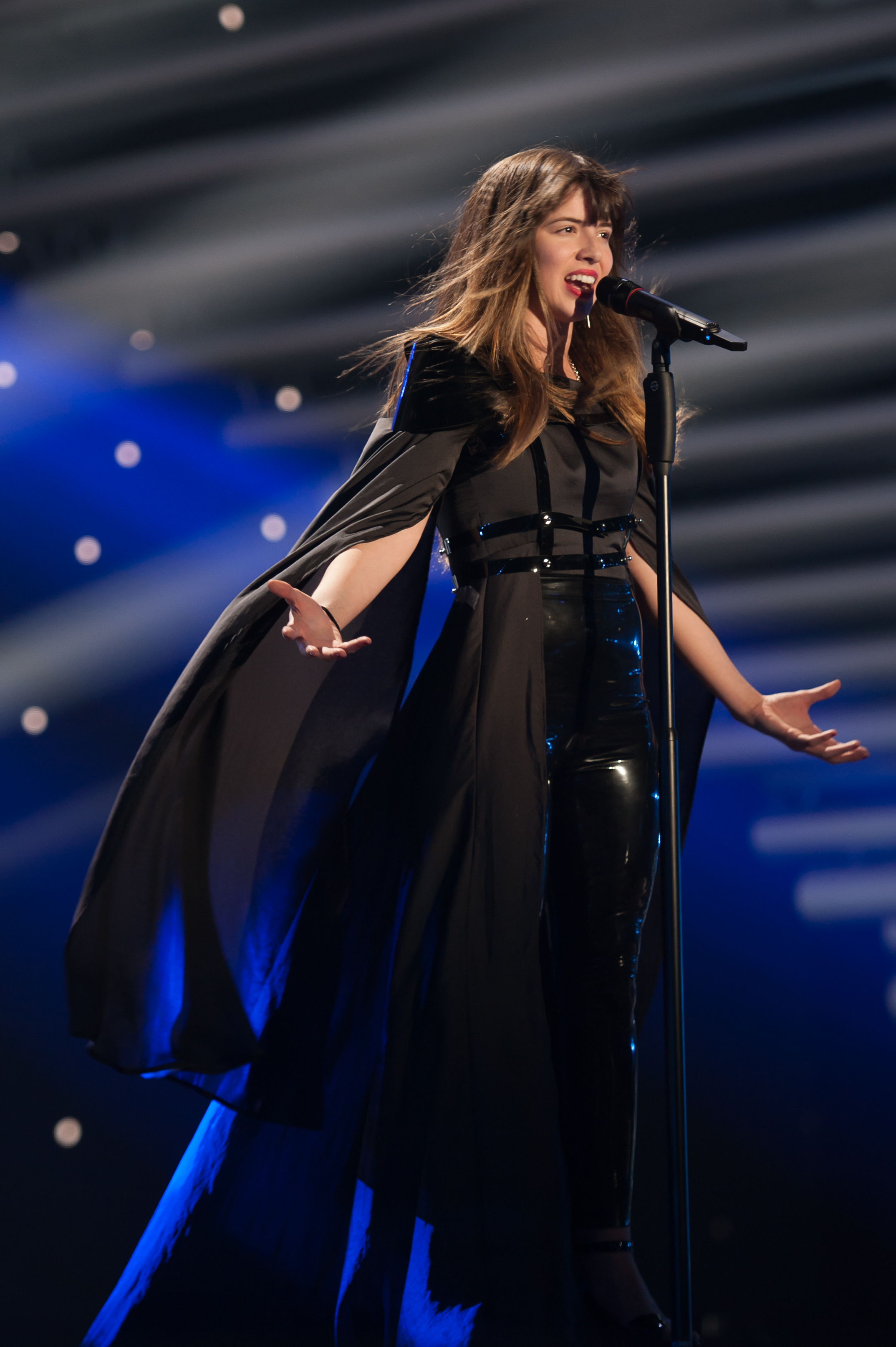
Leonor Andrade

Portugal nam deel aan het Eurovisiesongfestival 2015 in Wenen, Oostenrijk. Het was de 48ste deelname van het land op het Eurovisiesongfestival. De RTP was verantwoordelijk voor de Portugese bijdrage voor de editie van 2015.

## Selectieprocedure
Portugal koos in maart weer via het vertrouwde Festival da Canção de inzending voor het Eurovisiesongfestival. Het format van de show werd wel iets gewijzigd. Aan de selectie namen twaalf kandidaten deel, uitgekozen door twaalf verschillende componisten die ieder verantwoordelijk waren voor een inzending. De twaalf artiesten werden verdeeld over twee halve finales, waarin aldus telkens zes kandidaten zouden deelnemen. Via televoting werden de twee kandidaten met de meeste stemmen naar de finale gestuurd. De derde finaleplek werd bepaald door de componisten, die niet op hun eigen act mogen stemmen. In de finale namen dan zes kandidaten deel. De top drie daarvan ging door naar de superfinale. Door middel van televoting werd de winnaar bepaald.
De keuze viel uiteindelijk op Leonor Andrade met het lied Há um mar que nos separa.

## In Wenen
Portugal trad in Wenen in de tweede halve finale op donderdag 21 mei aan. Leonor Andrade trad als zevende van de zeventien landen aan, na Mørland & Debrah Scarlett uit Noorwegen en voor Marta Jandová & Václav Noid Bárta uit Tsjechië. Portugal eindigde als veertiende met 19 punten, waarmee het uitgeschakeld werd.
1964 · 1965 · 1966 · 1967 · 1968 · 1969 · 1970 · 1971 · 1972 · 1973 · 1974 · 1975 · 1976 · 1977 · 1978 · 1979 · 1980 · 1981 · 1982 · 1983 · 1984 · 1985 · 1986 · 1987 · 1988 · 1989 · 1990 · 1991 · 1992 · 1993 · 1994 · 1995 · 1996 · 1997 · 1998 · 1999 · 2000 · 2001 · 2002 · 2003 · 2004 · 2005 · 2006 · 2007 · 2008 · 2009 · 2010 · 2011 · 2012 · 2013 · 2014 · 2015 · 2016 · 2017 · 2018 · 2019 · 2020 · 2021 · 2022 · 2023 · 2024 · 2025
Albanië · Armenië · Australië · Azerbeidzjan · België · Cyprus · Denemarken · Duitsland · Estland · Finland · Frankrijk · Georgië · Griekenland · Hongarije · Ierland · IJsland · Israël · Italië · Letland · Litouwen · Macedonië · Malta · Moldavië · Montenegro · Nederland · Noorwegen · Oostenrijk · Polen · Portugal · Roemenië · Rusland · San Marino · Servië · Slovenië · Spanje · Tsjechië · Verenigd Koninkrijk · Wit-Rusland · Zweden · Zwitserland